# Radiobaliză de localizare a catastrofelor

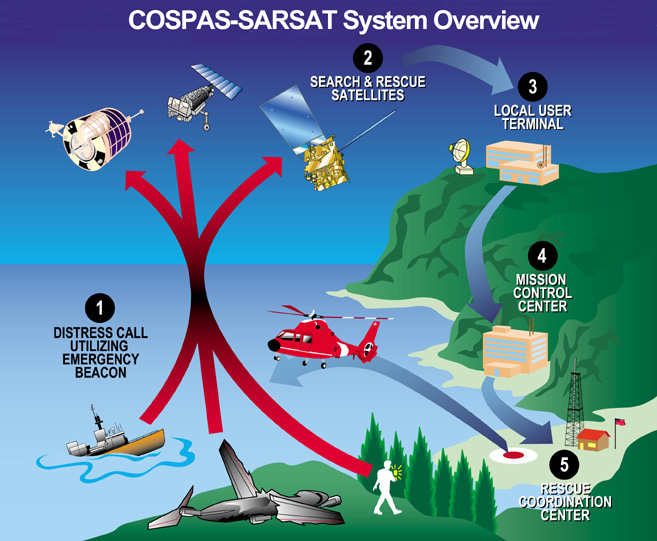
Sistemul Cospas-Sarsat

O radiobaliză de localizare a catastrofelor sau transmițător pentru localizare în caz de urgență este un emițător radio care ajută la detectarea și localizarea aeronavelor, navelor și persoanelor aflate în situații de urgență. În sens restrâns, aceste radiobalize sunt cele care pot fi detectate prin Programul Internațional Cospas-Sarsat, un sistem bazat pe recepționarea semnalelor prin sateliți. Stabilirea poziției se face prin tehnici combinate de GPS și triangulație doppler. Odată stabilită legătura cu sateliții, durata de livrare către beneficiar a informațiilor poate fi sub un minut.

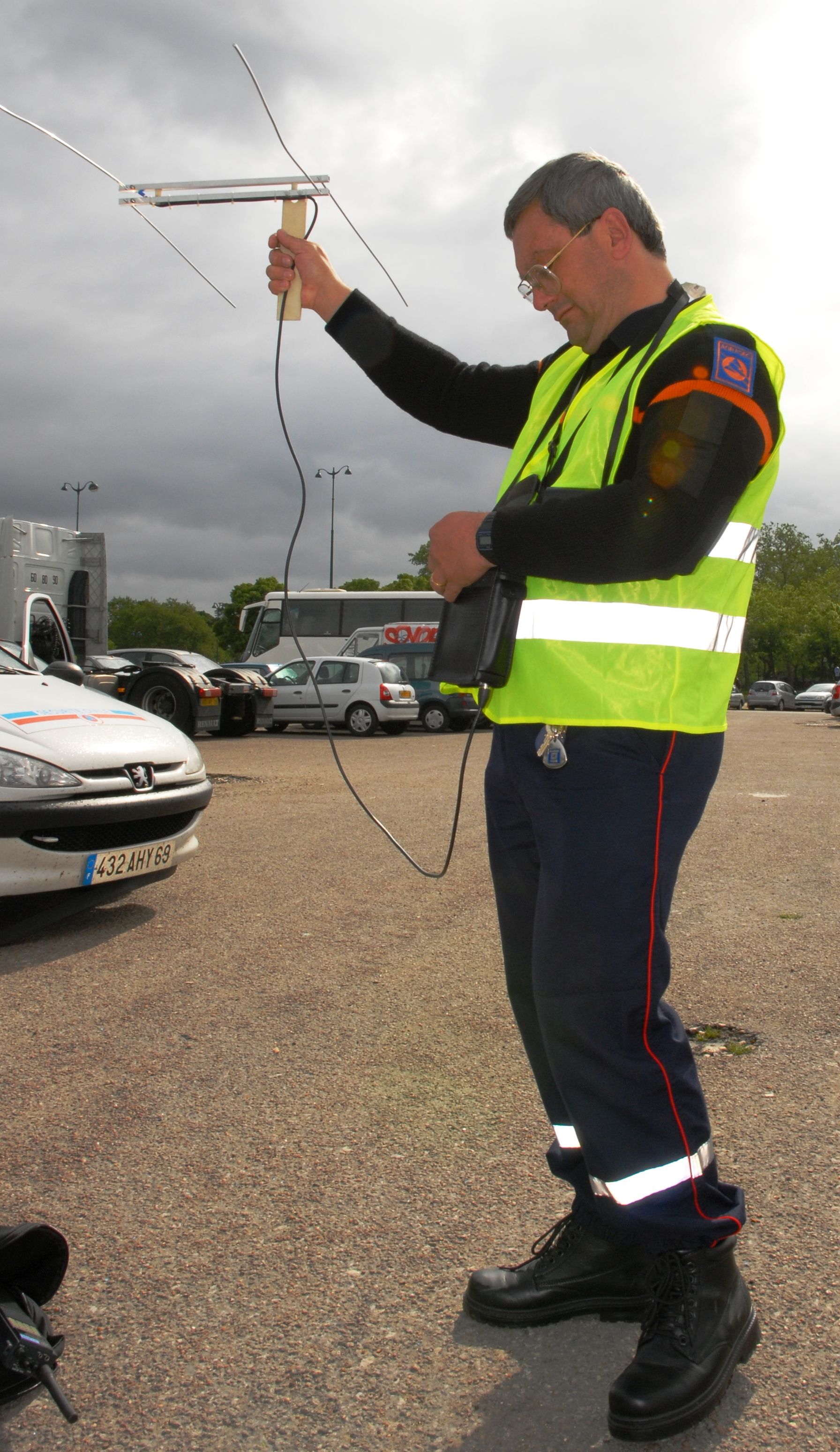
Echipament de radiogoniometrie de la sol a balizelor pentru frecvența de 121,5 MHz

Aceste radiobalize emit două tipuri de semnale: unul analogic, continuu, modulat audio, pe frecvența 121,5 MHz (frecvența standard a aviației pentru urgențe) și unul digital, emis timp de 440 ms (pentru semnalul scurt), respectiv 520 ms (pentru semnalul lung), la intervale de timp aleatoare între 47,5 și 52,5 secunde, pe frecvența de 406,0xx MHz. Semnalul analogic poate fi recepționat practic de orice radioreceptor care prinde frecvența respectivă, și poate fi localizat de la sol prin radiogoniometrie obișnuită. Semnalul digital poate fi recepționat numai de sateliți. Semnalul cules de sateliți este transmis unui centru MCC (engleză mobile country code), care îl distribuie serviciilor de căutare și salvare. Pentru a beneficia de informațiile culese prin sateliți fiecare radiobaliză trebuie înregistrată și plătită o taxă de abonament. La înregistrare se notează și informațiile de identificare și contact, ca număr de telefon, descrierea vehiculului (tip, înmatriculare) sau numele persoanei (pentru cele pentru personal), adrese și orice alte informații care pot folosi în cursul acțiunii de căutare și salvare. În urma identificării radiobalizei aceste informații pot fi accesate din bazele de date.
Durata de viață a unei astfel de radiobalize este de circa 10 ani, iar durata de funcționare este de 24–48 de ore, considerată suficientă pentru a se ajunge la locul situației de urgență.

## Radiobalize pentru aviație
Radiobalizele pentru aviația generală sunt de tip ELT (engleză emergency localizer transmitter). Aceste balize trimit semnale standard, care cuprind doar identificarea proprie, localizarea lor fiind făcută de sateliți. Ele au o singură ieșire de radiofrecvență, legată printr-un singur cablu coaxial la o antenă prin care transmit ambele semnale, cel analogic și cel digital. Aceste radiobalize se pot activa manual, sau automat în caz de accident, pe baza senzorului inerțial de impact (senzor „g”). Au dimensiuni de ordinul a 0,3 m, greutatea de câteva kg și sunt vopsite în culori vii (de obicei galben sau portocaliu).

## Radiobalize pentru marină

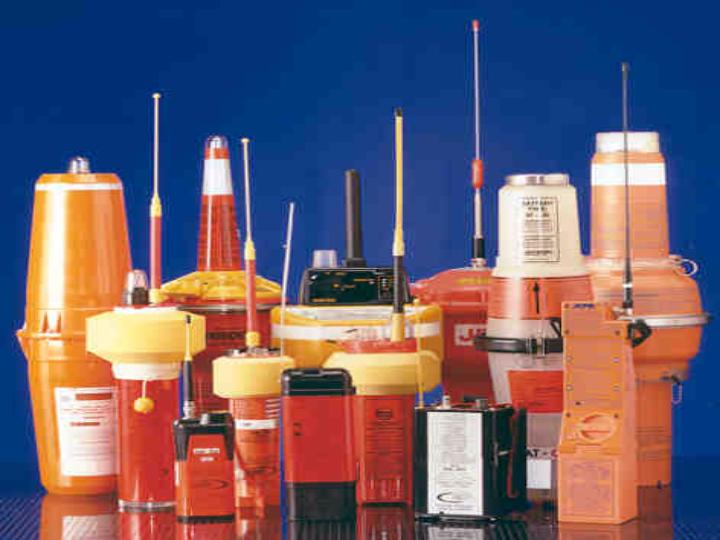
Radiobalize de urgență navale din prima generație

Radiobalizele pentru marină sunt de tip EPIRB (engleză Emergency Position-Indicating Radio Beacons) sunt similare ca dimensiuni și funcționare cu cele pentru aviație. Se pot activa manual, sau automat sub acțiunea presiunii hidrostatice (dar nu a umidității din cauza ploii sau a valurilor) în caz de scufundare a navei. Deoarece apa nu conduce semnalele radio, există un echipament care în caz de scufundare a navei detașează aceste balize (efectiv retează frânghia cu care sunt legate), iar ele plutesc la suprafața apei, semnalând poziția.

## Radiobalize pentru personal

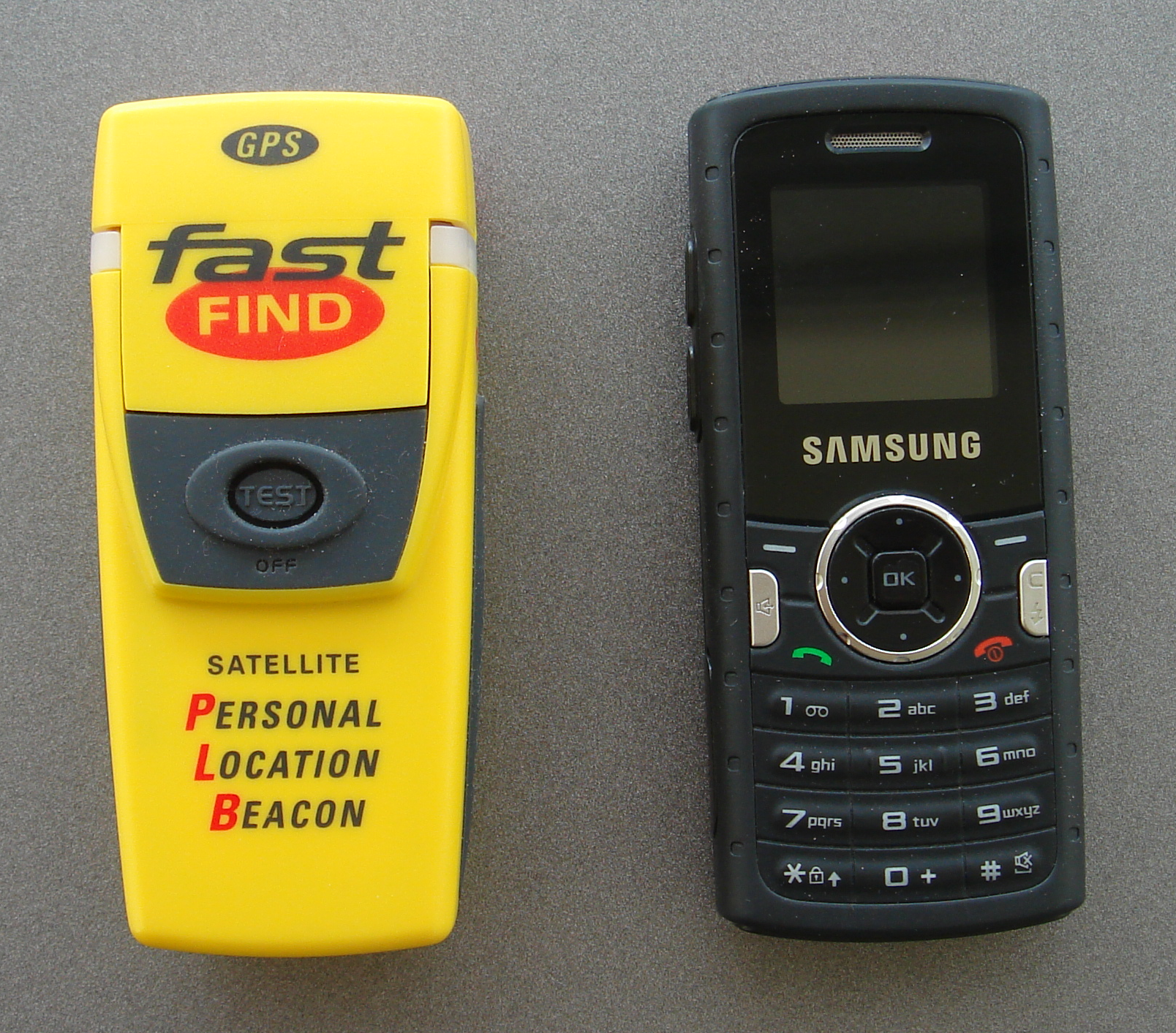
Radiobaliză pentru personal, cu GPS, lângă un telefon mobil

Radiobalizele pentru personal sunt de tip PLB (engleză personal location beacon) și au dimensiuni de la mărimea unui pachet de țigări până la ale unei cărți, iar greutatea între 0,2 și 1 kg. Precizia de localizare este în zona ecuatorială și temperată de ordinul a 100 m. Sunt activate manual și de obicei sunt combinate cu senzori GPS (fiind numite GPIRB). Datele afișate pot fi folosite la localizarea automată sau transmise prin telefonul mobil. Însă la localizarea automată este prioritară triangulația doppler, localizarea putând fi certificată prin două triangulații doppler sau una doppler și una GPS, dar nu doar prin GPS, oricâte date ar fi.